# Sora (Italie)
Pour les articles homonymes, voir Sora.
Sora est une ville de la province de Frosinone dans le Latium en Italie. Elle compte 24 914 habitants en octobre 2022, établis sur 72,13 km2.

## Géographie
Située dans la vallée du Liri (Vallée Latine), à 100 kilomètres à l'est-sud-est de Rome, Sora est traversée par le Liri qui, au travers des plaines du Latium, collecte les eaux des montagnes environnantes.
Situé à environ 300 mètres au-dessus du niveau de la mer près de l'Apennin central, sur la frontière entre le Latium et les Abruzzes, au confluent de la Valle Roveto avec Val Comino le début de la vallée du Liri. La rivière Fibreno marque la frontière sur une courte distance avec la ville voisine de Isola del Liri.

### Hameaux
Carnello, Selva, San Domenico

### Communes limitrophes
Arpino, Balsorano, Broccostella, Campoli Appennino, Castelliri, Isola del Liri, Monte San Giovanni Campano, Pescosolido, Veroli

## Histoire

### Préhistoire et Antiquité
Le site est occupé depuis le paléolithique moyen, mais il semble que l'Homme de Néandertal y était présent vers -80000 ans.
Cité Volsque nommée Sorae, elle fut conquise par les Samnites , puis par les Romains en 345 av. J.-C.. En -303 s'y installent 4 000 vétérans (anciens légionnaires).

### Moyen Âge et Renaissance
Après la chute de l'Empire romain d'Occident, elle connut l'occupation des Byzantins puis des Lombards, les raids et pillages des Sarrazins et des Hongrois.
Au XIIe siècle, elle connut la guerre entre les États pontificaux et le royaume de Sicile, et fut incorporée à ce dernier. Le roi Charles Ier d'Anjou transféra sa capitale de Palerme à Naples. Sora était un comté, puis en 1443, le roi Alphonse V d'Aragon fonda le duché de Sora (Ducato di Sora, son premier duc étant Nicolas Cantelmo), qui devint une sorte d'État tampon souverain entre les États pontificaux et le royaume de Naples. Il prospéra jusqu'en 1796, où Ferdinand Ier le supprima, payant le prix relatif au duc Antonio II Boncompani.
Le duché fut gouverné successivement par les familles Cantelmo, Della Rovere et Boncompagni.

### Effets de la Révolution française
Les dernières années du XVIIIe siècle furent marquées, comme dans l'ensemble de l'Europe, par les conséquences de la Révolution française. Après l'échec de la République parthénopéenne, les troupes françaises en retraite, commandées par Jean-Étienne Championnet, tombent dans des embuscades menées par des habitants de Sora et d'Isola del Liri, soulevés à l'appel de Gaetano Mammone (it) dans le cadre de la guerre de libération engagée par Fabrizio Dionigi Ruffo. Les représailles sont terribles : 537 habitants d'Isola sont massacrés.
Le premier problème avec Gaetano Mammone, issu d'une riche et respectable famille de meuniers d'Alatri, fut qu'il s'illustra certainement dès l'adolescence dans des actions criminelles. Le second problème est qu'il était fou : il avait depuis l'enfance une prédilection marquée pour le sang humain, et s'était habitué à boire celui récupéré lors de saignées. Et donc, à la suite de ses actions contre l'armée de la République française, il est nommé officiellement administrateur de la région de Sora, et de suite élimine méthodiquement toute personne soupçonnée de Jacobinisme, faisait effectuer des tueries de masse : 400 citoyens de Sora sont assassinés ; toute la région tremble ou subit, les notables ouvrent leurs bourses pour échapper aux massacres; des exactions sont signalés dans un large rayon, possiblement certaines fois jusqu'à une distance de 30 km. Le gouvernement de Naples ordonne son arrestation quelque temps plus tard.

### De 1800 à aujourd'hui
De 1808 à 1815, Joachim Murat est roi de Naples, et la population du royaume ne s'en plaint pas, et le brigandage, très développé dans la région à cette époque, est sévèrement réprimé. Il doit cependant fuir la ville après la bataille de Tolentino contre l'empire d'Autriche.
À la suite du Risorgimento, Sora est incluse dans le royaume d'Italie en 1861, dans la région Terre de Labour jusqu'en 1927, année où elle est rattachée à la province de Frosinone.
La ville subit d'importantes destructions à la suite d'un tremblement de terre le 13 janvier 1915.
Aujourd'hui, elle est un centre industriel et commercial important (meubles, textile, diverses activités commerciales, agriculture et artisanat) à l'image de son parc des expositions et de sa foire annuelle.

## Liste des maires
| Période                                  | Période  | Identité           | Étiquette                                     | Qualité |
| ---------------------------------------- | -------- | ------------------ | --------------------------------------------- | ------- |
| 2006                                     | 2011     | Cesidio Casinelli  | La Marguerite, Parti démocrate                |         |
| 2011                                     | 2016     | Ernesto Tersigni   | Le Peuple de la liberté, Nouveau Centre-droit |         |
| 2016                                     | 2021     | Roberto De Donatis | liste civique de centre gauche                |         |
| 2021                                     | En cours | Luca Di Stefano    | liste civique du centre                       |         |
| Les données manquantes sont à compléter. |          |                    |                                               |         |

## Population et société

### Évolution démographique
Habitants recensés

### Enseignement
Dans la localité, il existe des institutions pré-scolaires, les écoles du premier degré et du second degré, publics et privés.
Dans la ville, il y a les écoles secondaires suivantes du 2e degré :
- Lycée Vincenzo Simoncelli
- École secondaire Leonardo da Vinci
- L'école d'Art Antonio Valente
- Sciences linguistiques et humaines Gioberti
- Institut commercial et technique pour les arpenteurs Cesare Baronio
- État corporatif de l'Institut technique Pitcher Guido
- Collège Luigi Einaudi
- Le statut de collège pour les services d'hôtellerie et de restauration Justinien Nicolucci

## Culture et patrimoine

### Patrimoine religieux
- Cathédrale de Sora
- Eglise de la Madonne de Constantinople (Madonna di Costantinopoli)
- Eglise Sainte Restitute (Santa Restituta, martyre patronne de la ville)
- Eglise et annexe conventuelle Saint François D’Assise (San Francesco D’Assisi)
- Chapelle Sainte Philomène Vierge et Martyre (Santa Filomena Vergine e Martire)
- Eglise de la Madone du Chêne (Madonna della Quercia)
- Eglise du Saint Esprit (Santo Spirito), édifiée grâce à un don de la duchesse Costanza Sforza Boncompagni
- Sanctuaire Sainte Marie de l'Image (Santuario Santa Maria della Figura), bâti vers l'an 700 près d'une grotte
- Couvent des Pères de la Passion (convento dei Padri Passionisti), fondé par le cardinal Cesare Baronio en 1601
- Abbaye Saint Dominique (abbazia San Domenico), fondée en l'an 1011 par Domenico di Foligno
- Eglise Notre Dame des Neiges (Madonna della Neve)
- Eglise Madonna de Valfrancesca

### Patrimoine historique
- Forteresse de San Casto e Cassio (1520)

La majeure partie de l’action du roman de Tonino Benacquista, « La commedia des ratés » se situe à Sora.

## Jumelages
Athis-Mons (France) depuis 1992.

### Personnalités liées à la ville
- Marcus Atilius Regulus (IIIe siècle av. J.-C.), consul romain
- Cesare Baronio (1538-1607), cardinal et historien
- Francesco Boncompagni (1592-1641), cardinal et petit-neveu du pape Grégoire XV.
- Joseph Rosati (1789-1843), premier évêque de Saint Louis (Missouri)
- Bernardo Biancale (1869-1959), peintre impressionniste italien
- Vittorio De Sica (1901-1974), metteur en scène, réalisateur, acteur
- Alberto La Rocca (1924-1944), carabinier et résistant
- Elvira Petrozzi (1937), religieuse catholique, spécialisée dans l'aide aux toxicomanes
- Anna Tatangelo (1987), chanteuse de variété italienne

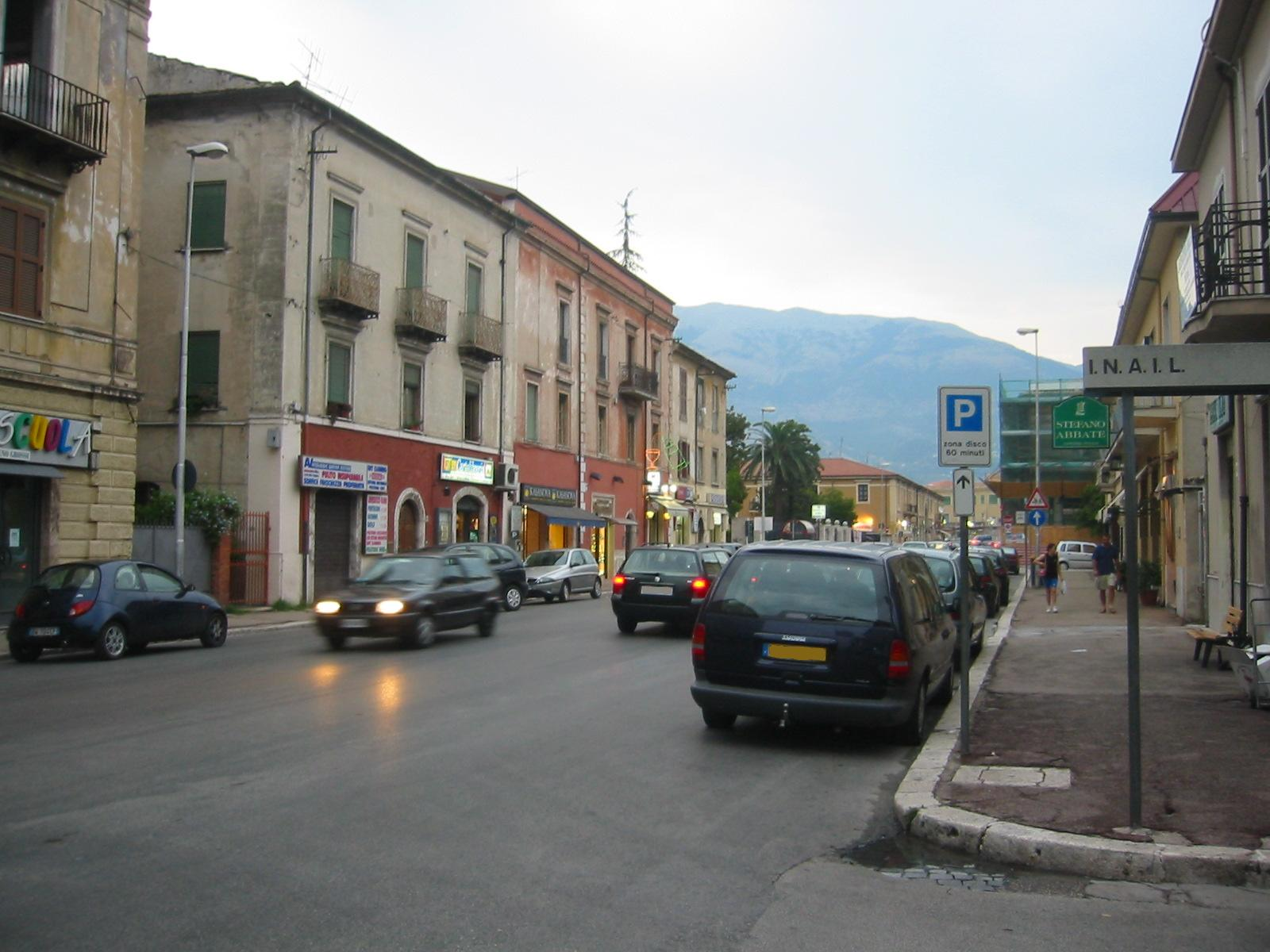
Sora
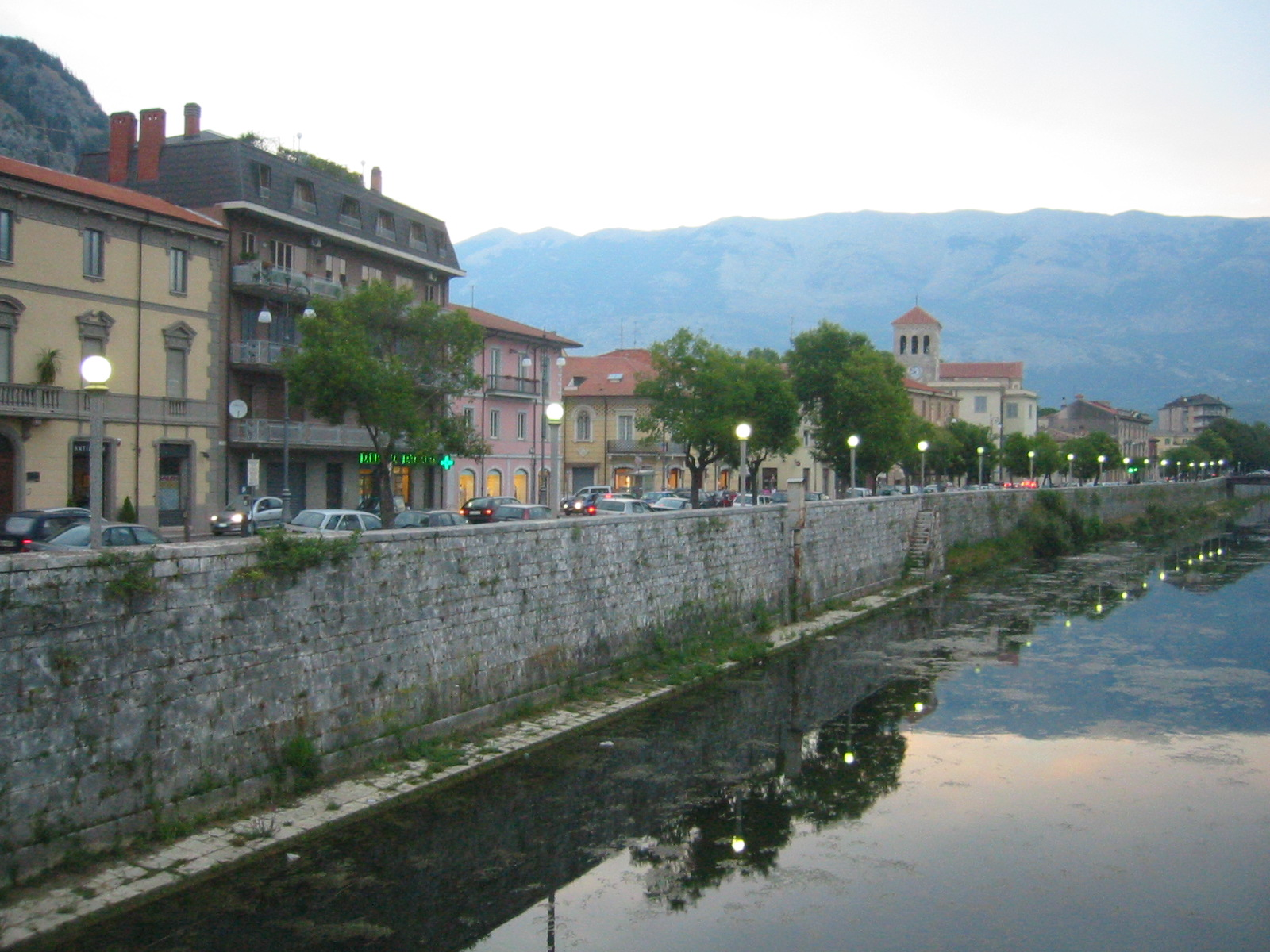
Le Liri
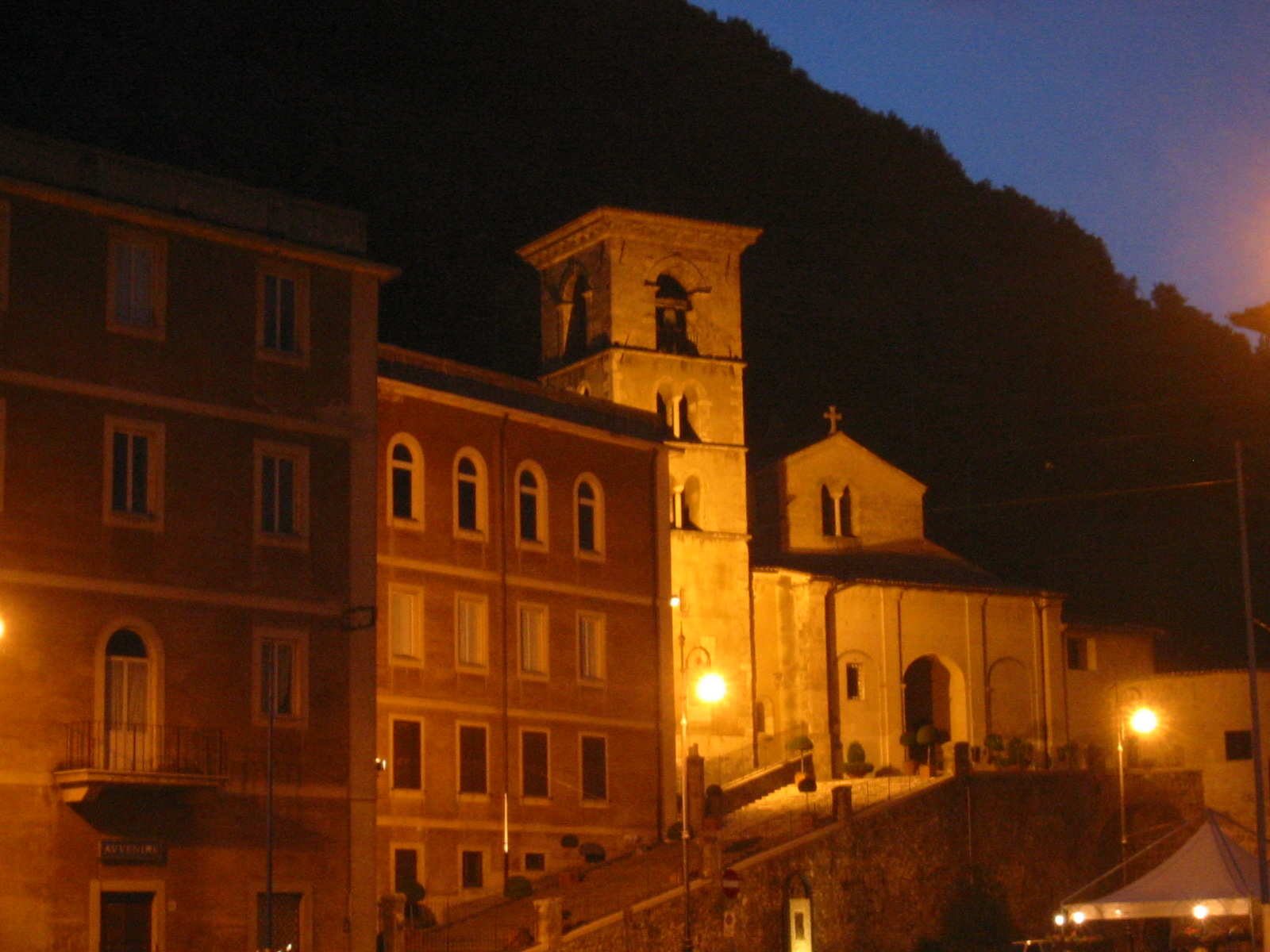
Sora